# دوارتي مانويل بيلو
دوارتي مانويل بيلو (بالبرتغالية: Duarte de Almeida Bello‏) هو متسابق يخت برتغالي، ولد في 26 يوليو 1921 في مابوتو في موزمبيق، وتوفي في 3 يوليو 1994 في لشبونة في البرتغال.

## وصلات خارجية
- دوارتي مانويل بيلو على موقع أوليمبيديا (الإنجليزية)